# Quận Callahan, Texas
Quận Callahan (tiếng Anh: Callahan County) là một quận nằm trong tiểu bang Texas, Hoa Kỳ. Đến năm 2000, dân số quận là 12.905 người. Quận này nằm trong khu vực thống kê đô thị Abilene, Texas. Quận lỵ của  là Baird [1]. Callahan được đặt tên James Hughes Callahan, một người lính trong cuộc Cách mạng Texas.
Theo Cục điều tra dân số Hoa Kỳ, quận có tổng diện tích 901 dặm vuông (2.334 km ²), trong đó, 899 dặm vuông (2.327 km ²) là đất và 2 dặm vuông (7 km ²) của nó (0,29%) là mặt nước nước.

## Thông tin nhân khẩu
Theo điều tra dân số 2 năm 2000, quận có dân số 12.905 người, 5.061 hộ, và 3.750 gia đình sống trong quận. Mật độ dân số là 14 người cho mỗi dặm vuông (6/km ²). Có 5.925 đơn vị nhà ở với mật độ trung bình là 7 cho mỗi dặm vuông (3/km ²). Cơ cấu dân tộc của dân cư trong quận gồm 94,78% người da trắng, 0,22% da đen hay Mỹ gốc Phi, 0,63% người Mỹ bản xứ, 0,26% người châu Á, Thái Bình Dương 0,05%, 2,70% từ các chủng tộc khác, và 1,35% từ hai hoặc nhiều chủng tộc. 6,29% dân số là người Hispanic hay Latino thuộc chủng tộc nào đó.
Có 5.061 hộ, trong đó 31,90% có trẻ em dưới 18 tuổi sống chung với họ, 61,60% là các cặp vợ chồng sống với nhau, 9,30% có chủ hộ là nữ không có mặt chồng, và 25,90% là không lập gia đình. 23,30% của tất cả các hộ gia đình đã được tạo thành từ các cá nhân và 12,20% có người sống một mình 65 tuổi trở lên đã được người. Bình quân mỗi hộ là 2,53 và cỡ gia đình trung bình là 2,97.
Trong quận, dân số đã được trải ra với 26,20% ở độ tuổi dưới 18, 6,60% 18-24, 24,90% 25-44, 25,30% 45-64, và 17,00% người 65 tuổi trở lên. Tuổi trung bình là 40 năm. Cứ mỗi 100 nữ có 94,40 nam giới. Cứ mỗi 100 nữ 18 tuổi trở lên, đã có 90,90 nam giới.
Thu nhập trung bình cho một hộ gia đình trong quận đã được 32.463 USD, và thu nhập trung bình cho một gia đình là 37.165 Mỹ kim. Nam giới có thu nhập trung bình 27.086 USD so với 19.720 USD đối với phái nữ. Thu nhập trên đầu cho các quận được $ 15,204. Giới 9,00% gia đình và 12,20% dân số sống dưới mức nghèo khổ, trong đó có 14,80% những người dưới 18 tuổi và 9,80% có độ tuổi từ 65 trở lên. 